# Gyoides
Genre
Gyoides est un genre d'opilions eupnois de la famille des Sclerosomatidae.

## Distribution
Les espèces de ce genre se rencontrent au Népal et en Inde.

## Liste des espèces
Selon World Catalogue of Opiliones (16/05/2021) :
- Gyoides gandaki Martens, 1982
- Gyoides geometricus Martens, 1982
- Gyoides himaldispersus Martens, 1982
- Gyoides maximus Martens, 1982
- Gyoides mirus (Roewer, 1957)
- Gyoides rivorum Martens, 1982
- Gyoides tibiouncinatus Martens, 1982

## Publication originale
- Martens, 1982 : « Opiliones aus dem Nepal-Himalaya. V. Gyantinae (Arachnida: Phalangiidae). » Senckenbergiana biologica, vol. 62, p. 313–348.